# Lille Magellanske Sky
Den Lille Magellanske Sky (spansk: Pequeño Nube de Magallanes; engelsk: Small Magellanic Cloud eller SMC), også kendt under katalognummeret i NGC (New General Catalogue) som NGC 292, er en næsten oval dværggalakse i stjernebilledet Tucana (Peberfuglen). Afstanden fra Solen til den Lille Magellanske Skys midte er ca. 60.000 parsec, dvs. ca. 200.000 lysår.
Den kredser (vistnok) om vor egen galakse Mælkevejen og vil muligvis langsomt blive opslugt af denne. Vistnok og muligvis, fordi banens præcise form ikke er afklaret. Nogle observationer tyder på, at den har sit første møde med Mælkevejen, at dens bane er hyperbolsk og at SMC vil fortsætte sin rejse gennem universet bort fra Mælkevejen.
Stjernerne i den Lille Magellanske Sky har en meget lav  metallicitet i forhold til 3. generationsstjerner som Solen, nemlig Z = 0,002.
SMC ses tydeligt med det blotte øje på den sydlige himmelhalvkugle. Navnet har den fået, fordi den i udseende (om natten) minder meget om en ganske lille, almindelig sky, som de ses på daghimmelen.
Den Lille Magellanske Skys J2000 position er rektascension (RA) 0h 52m 36.00s deklination (DE) -72° 48' 00.0
Dens udstrækning er 319.1' x 205.1' og dens samlede tilsyneladende  visuelle lysstyrke (mV) er 2,30, mens dens overfladeklarhed er mV 14,0.
I en vinkelafstand af ca. 22° fra Den Lille Magellanske Sky findes Den Store Magellanske Sky.